# 高文华 (1904年)
高文华（1904年—1994年1月24日），原名廖剑藩、廖湘锜，小名廷哥，又名廖剑凡、廖去恶，字廷干，地下工作时随外祖父改姓高，男，湖南益阳人，中华人民共和国政治人物，中国共产党高级干部。第二、三届全国人大代表。第三、四、五届全国政协常委，第六届全国政协委员。

## 生平
高文华是湖南益阳县长春乡南湖圫（今资阳区长春镇南丰村）人。在家乡读过小学。13岁到豆腐店当学徒。后到杂货店当店员。1918年到长沙光华电灯公司当工人。1922年8月参加长沙自修大学附设补习学校学习，受到李维汉教导，并于1923年加入中国社会主义青年团，改名廖去恶。1923年6月因参与领导工人罢工被长沙光华电灯公司开除后回益阳，进针织厂做工。1925年5月又因组织工人罢工被开除。1925年5月南下广州，参加广州农民运动讲习所第五期学习，并在农讲所于1925年8月加入中国共产党。1925年底毕业后以湖南省农民协会特派员回家乡搞农运。1926年元宵节组织了益阳3000余名农民诉苦灯会。1926年3月任中共南湖支部书记。1926年9月被选为益阳县农民协会副委员长。1926年10月被选为中共益阳地方执行委员会委员，参与领导全县农民开展反封建斗争。在益阳县发展党组织、开办平民学校、平民工厂，举办农民运动讲习所。
1927年5月马日事变后，南湖圫的党员高文华和廖森林逃到在汉口做木排生意的三婶林三元家避难。益阳县团防局长曹明阵派人前往汉口捉拿。两人在街头暴露了行踪，几声枪响之后，子弹击穿廖森林的脸，鲜血满脸，伤重被捕，不久于武昌就义；高文华转身钻小巷逃跑，逃到林三元在鹦鹉洲的木排上。白天躲在排下的江水里，晚上才上排活动。1927年底，高文华潜回老家南湖圫，益阳县团防局闻风搜捕，高文华在一户人家猪圈的干粪堆里藏了三天才得以脱险化装逃往石首县、公安县。临走前，向三婶林三元借了30块银元做盘缠和本钱，挑担卖杂货谋生，辗转湖南、湖北、浙江、安徽、上海等地寻找党组织。1928年冬在杭州，经黄杰（徐向前夫人）接头找到了江苏省委书记李富春，被分到长江局工作。不久任中共阳夏（武汉汉阳）区委书记。1929年8月到上海，入中央干部训练班学习。1929年冬被派到武汉在长江局工作。1930年8月至9月任汉阳区行动委员会书记。1930年9月回上海，毛泽民安排高文华夫妻以开洗染店为掩护负责传送党的文件。1931年3月，贾琏在上海沪西区纱厂搞工人运动时，因生活所迫和便于工作，高文华把生下来才3个星期的长子卖给了育婴堂。1931年任中共中央秘书处内(部)交(通)科科长。1932年8月任中共中央巡视员赴山东视察，参与重建山东省委机关。1933年后在上海中央执行局秘书处负责同各地联络工作。1934年5月，上海中央局被破坏。1934年10月被派到天津的河北省委工作。在上海中央机关工作的三年期间，高文华和妻子贾琏经受了严酷斗争考验，多次临危受命，先后掩护转移过瞿秋白、鲁迅、夏娘娘等脱离险境；也积累了丰富的地下工作经验。
1935年2月接替朱理治任河北省委书记。1935年6月，原来主持北方局工作的孔原奉调离开天津，高文华兼任了北方局书记的职务至1936年4月由刘少奇接任。当时北方局与河北省委是“一套人马，两个机构”。由于河北省委、北方局一连遭到几次大的破坏，1935年又与党中央失去了联系，所以，在高文华主持工作期间，陷入了十分困难的境地。高文华患有严重的肺痨，经常吐血。夫人贾琏负责省委的交通和财务工作，请省委秘书长王林将孩子卖给唐山的一位四十多岁的寡妇。这位妇女叫贾琏立了字据，划了押，给了五十光洋。这五十光洋，“分给王林(省委秘书长)10元，李大章(负责宣传工作)10元，解决吃饭问题”， 整整维持了省委机关三个月的生活费用。“直到1936年4月，刘少奇同志以中央代表的名义来天津主持北方局工作时，这种经济拮据的状况，才得以缓解。”从1927年8月到1937年7月的10年间，顺直省委（河北省委）书记由于反复遭到组织破坏以及高级干部叛变等原因的变更了20多次。高文华在河北省委书记任上工作近2年，数度历险、化险为夷。1936年秋到延安，入中共中央党校学习并工作。1937年4月高文华在延安参加中央白区工作会议，会上毛泽东称“高文华，又高又有文化”。
抗战爆发后，1937年8月任中共北方局委员。12月被中共中央派赴长沙。1938年1月任中共湖南省工委书记。1938年7月任湖南省委书记。高文华为了掩盖身份挣钱糊口，曾经卖过辣椒。1938年9月至11月列席中共第六届六中全会。1939年1月成立中共中央南方局，被指定为委员。1939年2月至1942年12月任湖南省委书记，1940年2月兼管职工工作。 1941年12月赴重庆参加南方局会议，部署湖南各地党组织转入分散隐蔽。1942年12月根据中共中央决定，同中共湖南省主要领导人撤离湖南去延安。参加延安整风运动。1945年4月至6月作为大后方代表团成员和妻子贾琏共同出席出席中共七大。
1948年7月任中共中央城工部城市政策研究室工商业组指导员。1948年10月任中共中央统一战线工作部副部长、第二室代理主任。1948年10月至1949年3月任中央统战部第四室代理主任。
1949年3月任中共湖南省委副书记（至1952年9月），1949年8月兼任中共湖南省委组织部部长（至1951年1月）、1949年8月兼任省委政策研究室主任(至1950年5月)，1950年兼任湖南省工业厅厅长。行政六级，对此高文华说：“相比死去的人，我们算是幸运的了。”1952年11月至1956年任轻工业部副部长兼党组书记。1956年5月任水产部副部长、党组书记。文革后，在国家农垦部、农牧渔业部农垦总局任顾问。
病逝前的遗嘱将一生全部积蓄两万多元，交了最后一次党费。

## 家庭
- 父亲廖若冰：生于1885年。在日本参加同盟会。高文华为其独子。1927年国民党清党后，由于受儿子牵连，廖若冰逃离家乡，改名廖起吾，先后流落到长沙、宜昌、上海等地长达十年之久。1937年抗战爆发后回到家乡，在丰堆仑廖氏支祠创办小学。学校有学生200多名。
- 夫人贾琏：1903年6月18日出生。湖南省益阳县人。原名贾筑平，曾用名贾竹平、高杰、贾次男等。是高文华的父亲廖若冰的同盟会老友的女儿。贾父离世时，托廖若冰收为童养媳。1912年进小学读书1年。后辍学在家。1920年至1926年在益阳职业女校学习织布缝纫。1926年11月加入党。1926年至1927年任长沙自治女校高级班党支部青年委员、长沙县惩劣委员会委员。1927年马日事变后逃到湖北公安县隐蔽。1929年2月至7月在中共湖北汉口市委机关做油印等工作。1930年12月至1932年6月在上海中共中央出版部做内部交通转运工作。1932年7月至1933年2月在中共中央技术科担任内部交通工作。1933年2月至8月调中共中央机关担任报警工作。1934年10月起任中共河北省委秘书，代理秘书长。1937年9月进中共中央党校学习。1938年5月到湖南省委工作，在长沙女青年会图书馆工作兼党的支部书记，任长沙女青年会劳工干事、县妇联理事、长沙妇女工厂厂长。1938年11月任邵阳妇女会理事、妇女服务团副团长兼慰问救国会股长。1939年11月到桂林任西南工业合作社职员兼做妇女工作。后任西南工业合作社指导员兼工会托儿所所长。1941年1月调湖南工作。1941年3月任湖南省委秘书兼妇女研究组工作。1942年底调重庆南方局，参加1943年南方局的整风学习。1944年3月回延安，7月到中共中央党校一部学习。中共七大候补代表。1946年11月参加晋绥土改。1947年7月列席全国土地会议。1947年11月参加冀中土改。1948年1月参加渤海区土改。1948年6月任石家庄铁路局总支部书记兼人事科科长。1949年2月参加接管平津铁路局机务处任联络长，后任平津铁路局党总支书记兼人事科科长。1949年5月南下湖南，任湖南电气公司军代表、湘中局第一副局长，兼省委妇委会委员。1951年7月任长沙市人民政府委员。1953年至1956年任北京电业局第一副局长。1956年至1958年任电力部监察司副司长。1958年至1963年任水电部水文局副局长、党支部书记。第二、第三届全国人大代表。第五届全国政协委员。1981年临终前将平时节省的1万元钱交党费。水电部党组在悼词中首次公布了1935年“卖子为党筹经费”的往事。[4]
- 续弦夫人刘德君
- 长女廖文英（高鹰）：1925年生。在沈阳市的工厂当工人。
  - 女儿吕欣驰
- 三女廖予群
- 次子廖东光：1935年卖给唐山一位寡妇。新中国一成立，高文华和贾琏夫妻就托人去唐山寻找孩子的下落，也曾请河北省公安厅帮助寻找。后来得知，被收养后，廖东光长到八、九岁时，与养母因瘟疫先后病逝。[5]